# 사미르 나스리
사미르 나스리(프랑스어: Samir Nasri, 1987년 6월 26일, 프랑스 마르세유 ~ )는 프랑스의 은퇴한 축구 선수이다. 공격형 미드필더와 윙어로 활약했다.

## 클럽 경력

### 아스날
나스리는 알략산드르 흘렙이 바르사로 떠난 이후 대체자로써 영입되어 3년간 세스크 파브레가스, 로빈 판 페르시와 함께 아스날을 챔피언스리그 4강에 진출시키는등 좋은 활약을 펼쳤다. 이후 세스크 파브레가스가 바르사로 이적한 뒤 팀훈련에 불참하는 등, 벵거체제에 불만을 가지며 맨시티로 이적한다.

### 맨체스터 시티
사미르 나스리는 맨체스터 시티에서 FA컵 우승과 프리미어리그 우승을 하였다.

### 세비야
그럭저럭 나쁘지 않게 활약하였다. 물론 아스날 시절이 최고였기하지만..

### 안데를레흐트
2019년 7월 5일, 안데를레흐트에 입단했다.

## 기록

### 국제 대회 골
| # | 일자       | 장소                               | 상대팀                | 득점 | 결과 | 비고                    |
| - | ---------- | ---------------------------------- | --------------------- | ---- | ---- | ----------------------- |
| 1 | 2007/06/06 | 프랑스 오세르, 스타드 드 아베 데샹 | 조지아                | 1–0  | 1–0  | UEFA 유로 2008 예선     |
| 2 | 2007/11/16 | 프랑스 파리, 스타드 드 프랑스      | 모로코                | 2–1  | 2–2  | 친선경기                |
| 3 | 2011/10/11 | 프랑스 파리, 스타드 드 프랑스      | 보스니아 헤르체고비나 | 1–1  | 1–1  | UEFA 유로 2012 예선     |
| 4 | 2012/06/12 | 우크라이나 도네츠크, 돈바스 아레나 | 잉글랜드              | 1–1  | 1–1  | UEFA 유로 2012          |
| 5 | 2013/09/10 | 벨라루스 호멜, 센트럴 스타디움     | 벨라루스              | 2–3  | 2–4  | 2014년 FIFA 월드컵 예선 |

## 수상

#### 마르세유
- UEFA 인터토토컵: 2005

#### 맨체스터 시티
- 프리미어리그: 2011-12, 2013-14
- FA 커뮤니티 실드: 2012
- 풋볼 리그 컵: 2013-14

#### 프랑스
- UEFA U-17 축구 선수권 대회: 2004

### 개인
- 리그 1 올해의 팀 : 2006-07
- 리그 1 올해의 영플레이어 : 2006-07
- 리그 1 도움왕 : 2007-08
- PFA 올해의 팀: 2010-11
- PFA 팬 선정 이달의 선수상 3회
- 프리미어리그 이달의 선수상: 10년 12월
- EFL컵 결승 MoM : 2014
- 프랑스 올해의 선수 : 2010
- UEFA 유로 2012 맨 오브 더 매치: vs. 잉글랜드 (조별리그)